# Kuchar
Kuchar (âm Hán Việt: Khố Xa thị, chữ Hán giản thể: 库车市) là một thành phố cấp huyện thuộc địa khu Aksu, Tân Cương, Cộng hòa Nhân dân Trung Hoa. Thành phố này có diện tích 15.200 ki-lô-mét vuông, dân số 450.000 người, trong đó có 200.000 thị dân. Kuchar nằm ở chân núi phía nam Tiên Sơn. Khu vực này có khí hậu ôn đới lục địa, nhiệt độ trung bình năm là 11,4 độ C, trung bình lượng giáng thủy hàng năm giai đoạn 1971-2000 là 74,6 mm. Về mặt hành chính, thành phố này được chia thành 4 nhai đạo biện sự xứ, 8 trấn, 6 hương. Tổng cộng có 218 ủy ban thôn, 5 nông trường chăn nuôi gia súc quốc doanh.

## Đơn vị hành chính
- Nhai đạo:
  - Nhiệt Tư Thản.
  - Tát Khắc Tát Khắc.
  - Tân Thành.
  - Đông Thành.
- Trấn:
  - Ô Kháp.
  - A Lạp Cáp Cách.
  - Tề Mãn.
  - Đôn Khoát Thản.
  - Nha Cáp.
  - Ô Tôn.
  - Y Tây Cáp Lạp.
  - Nhã Khắc Lạp.
- Hương:
  - Ngọc Kì Ngô Tư Đường.
  - Bỉ Tây Ba Cách.
  - Cáp Ni Khách Tháp Mộc.
  - A Khắc Ngô Tư Đường.
  - A Cách.
  - Tháp Lí Mộc.